# 冰上奇迹

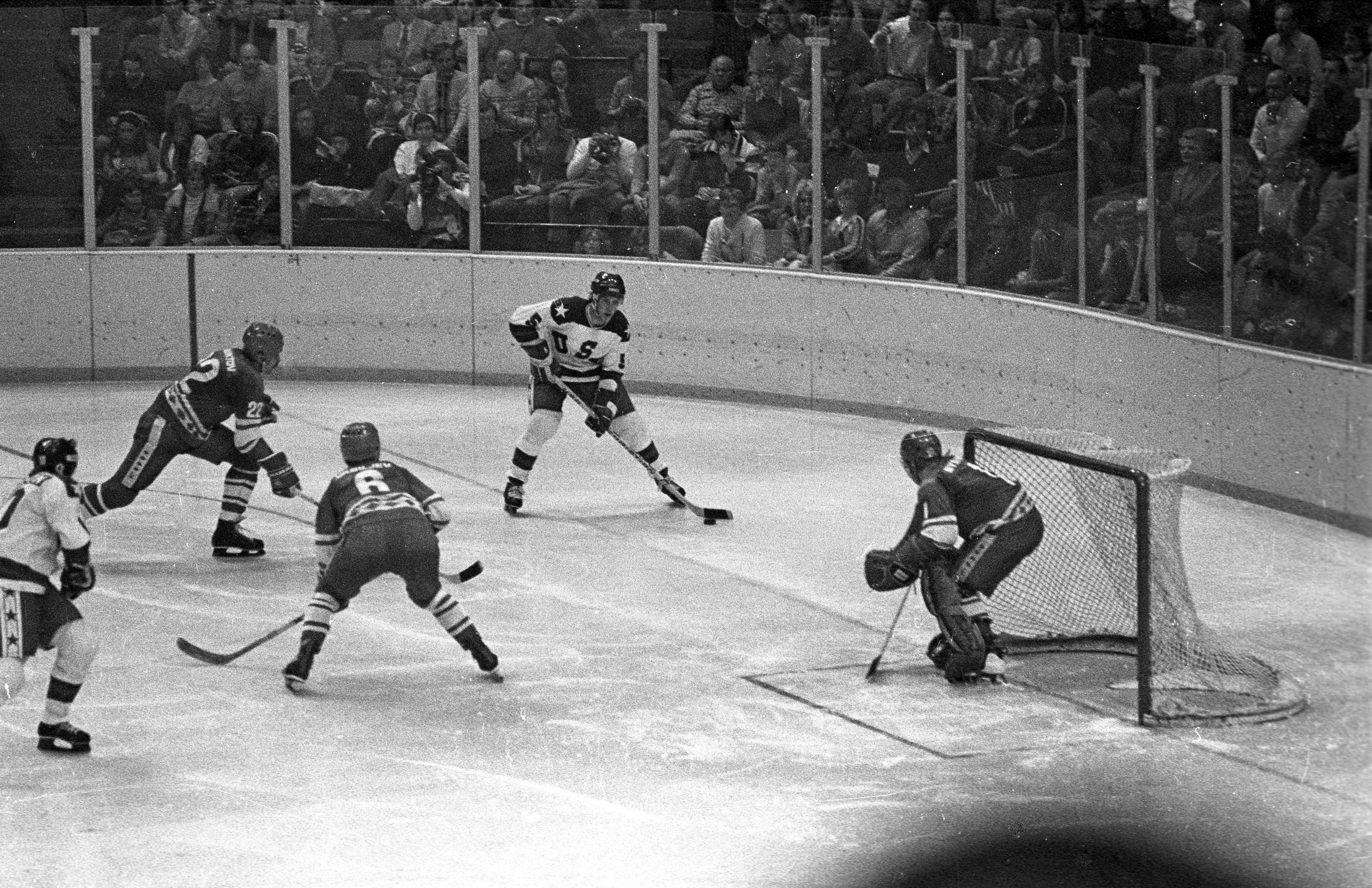
冰上奇迹

冰上奇迹（英語：Miracle on Ice）是人們對1980年冬季奥林匹克运动会的一场冰球比赛的稱呼。這場比賽是男子冰球最終輪，對陣雙方分別是美国国家男子冰球队和蘇聯國家男子冰球隊。尽管賽前苏联是四届奧運會金牌得主且被看好，但美国队却以4-3的比分爆冷获胜。最終美國隊進入決賽並奪冠，蘇聯則奪得銀牌。